# NBA 1973/74
NBA 1973/74 was het 28e seizoen van de NBA. Het begon op 9 oktober 1973 en eindigde op 12 mei 1974, toen Boston Celtics de zevende wedstrijd van de NBA Finale met 102-87 won en daarmee op 4-3 kwam in de serie tegen verliezend finalist Milwaukee Bucks. Kareem Abdul-Jabbar van Milwaukee werd (voor de derde keer) verkozen tot NBA Most Valuable Player en John Havlicek van Boston tot NBA Finals Most Valuable Player.
NBA 1973/74 was het eerste seizoen waarin de NBA ranglijsten bijhield over de beste gemiddelden blocks en steals per wedstrijd. Daarbij werd de regel ingesteld dat spelers in minimaal 58 van de 82 wedstrijden (in de reguliere competitie) moesten hebben gespeeld om deze klassementen te kunnen winnen.

## Eindstand regulier seizoen
| Eastern Conference  | W  | V  |
| ------------------- | -- | -- |
| Boston Celtics*     | 56 | 26 |
| New York Knicks*    | 49 | 33 |
| Capital Bullets     | 47 | 35 |
| Buffalo Braves      | 42 | 40 |
| Atlanta Hawks       | 35 | 47 |
| Houston Rockets     | 32 | 50 |
| Cleveland Cavaliers | 29 | 53 |
| Philadelphia 76ers  | 25 | 57 |

| Western Conference      | W  | V  |
| ----------------------- | -- | -- |
| Milwaukee Bucks*        | 59 | 23 |
| Chicago Bulls*          | 54 | 28 |
| Detroit Pistons         | 52 | 30 |
| LA Lakers               | 47 | 35 |
| Golden State Warriors   | 44 | 38 |
| Seattle SuperSonics     | 36 | 46 |
| Kansas City–Omaha Kings | 33 | 49 |
| Phoenix Suns            | 30 | 52 |
| Portland Trail Blazers  | 27 | 55 |

*Winnaars van de vier divisies

## Playoffs
|  | Eerste ronde    | Eerste ronde    |                 |   | Conference Halve Finale | Conference Halve Finale |  |  | Conference Finale | Conference Finale |
|  |                 |                 |                 |   |                         |                         |  |  |                   |                   |
|  |                 |                 |                 |   |                         |                         |  |  |                   |                   |
|  |                 |                 |                 |   |                         |                         |  |  |                   |                   |
|  |                 |                 |                 |   |                         |                         |  |  |                   |                   |
|  | Boston Celtics  | 4               |                 |   |                         |                         |  |  |                   |                   |
|  | Boston Celtics  | 4               |                 |   |                         |                         |  |  |                   |                   |
|  | Buffalo Braves  | 2               |                 |   |                         |                         |  |  |                   |                   |
|  | Buffalo Braves  | 2               | Boston Celtics  | 4 |                         |                         |  |  |                   |                   |
|  |                 |                 | Boston Celtics  | 4 |                         |                         |  |  |                   |                   |
|  |                 | New York Knicks | 1               |   |                         |                         |  |  |                   |                   |
|  | Capital Bullets | New York Knicks | 1               | 3 |                         |                         |  |  |                   |                   |
|  | Capital Bullets |                 |                 | 3 |                         |                         |  |  |                   |                   |
|  | New York Knicks | 4               |                 |   |                         |                         |  |  |                   |                   |
|  | New York Knicks | 4               | Boston Celtics  | 4 |                         |                         |  |  |                   |                   |
|  |                 |                 | Boston Celtics  | 4 |                         |                         |  |  |                   |                   |
|  |                 | Milwaukee Bucks | 3               |   |                         |                         |  |  |                   |                   |
|  | Milwaukee Bucks | Milwaukee Bucks | 3               | 4 |                         |                         |  |  |                   |                   |
|  | Milwaukee Bucks |                 |                 | 4 |                         |                         |  |  |                   |                   |
|  | LA Lakers       | 1               |                 |   |                         |                         |  |  |                   |                   |
|  | LA Lakers       | 1               | Milwaukee Bucks | 4 |                         |                         |  |  |                   |                   |
|  |                 |                 | Milwaukee Bucks | 4 |                         |                         |  |  |                   |                   |
|  |                 | Chicago Bulls   | 0               |   |                         |                         |  |  |                   |                   |
|  | Detroit Pistons | Chicago Bulls   | 0               | 3 |                         |                         |  |  |                   |                   |
|  | Detroit Pistons |                 |                 | 3 |                         |                         |  |  |                   |                   |
|  | Chicago Bulls   | 4               |                 |   |                         |                         |  |  |                   |                   |
|  | Chicago Bulls   | 4               |                 |   |                         |                         |  |  |                   |                   |

## Beste gemiddeldes
- Meeste punten per wedstrijd: Bob McAdoo (Buffalo Braves)
- Meeste rebounds per wedstrijd: Elvin Hayes (Capital Bullets)
- Meeste assists per wedstrijd: Ernie DiGregorio (Buffalo Braves)
- Meeste steals per wedstrijd: Larry Steele (Portland Trail Blazers)
- Meeste blocks per wedstrijd: Elmore Smith (LA Lakers)
- Hoogste percentage veldscores: Bob McAdoo (Buffalo Braves)
- Hoogste percentage vrije worpen: Ernie DiGregorio (Buffalo Braves)

1950 · 1951 · 1952 · 1953 · 1954 · 1955 · 1956 · 1957 · 1958 · 1959 · 
1960 · 1961 · 1962 · 1963 · 1964 · 1965 · 1966 · 1967 · 1968 · 1969 · 
1970 · 1971 · 1972 · 1973 · 1974 · 1975 · 1976 · 1977 · 1978 · 1979 · 
1980 · 1981 · 1982 · 1983 · 1984 · 1985 · 1986 · 1987 · 1988 · 1989 · 
1990 · 1991 · 1992 · 1993 · 1994 · 1995 · 1996 · 1997 · 1998 · 1999 · 
2000 · 2001 · 2002 · 2003 · 2004 · 2005 · 2006 · 2007 · 2008 · 2009 · 
2010 · 2011 · 2012 · 2013 · 2014 · 2015 · 2016 · 2017 · 2018 · 2019 · 
2020 · 2021 · 2022 · 2023 · 2024